# Лешна (гміна)
Гміна Лешна (пол. Gmina Leśna) — місько-сільська гміна у південно-західній Польщі. Належить до Любанського повіту Нижньосілезького воєводства.
Станом на 31 грудня 2011 у гміні проживало 10566 осіб.

## Площа
Згідно з даними за 2007 рік площа гміни становила 104.50 км², у тому числі:
- орні землі: 65 %
- ліси: 24 %

Таким чином, площа гміни становить 24,41 % площі повіту.

## Населення
Станом на 31 грудня 2011:
| Опис     | Загалом | Загалом | Чоловіки | Чоловіки | Жінки | Жінки |
| -------- | ------- | ------- | -------- | -------- | ----- | ----- |
| одиниця  | осіб    | %       | осіб     | %        | осіб  | %     |
| все      | 10566   | 100     | 5243     | 49,62    | 5323  | 50,38 |
| міське   | 4708    | 100     | 2309     | 49,04    | 2399  | 50,96 |
| сільське | 5858    | 100     | 2934     | 50,09    | 2924  | 49,91 |

## Сусідні гміни
Гміна Лешна межує з такими гмінами: Грифув-Шльонський, Любань, Мірськ, Ольшина, Плятерувка, Шверадув-Здруй.